# باشگاه والیبال دایجون سامسونگ
باشگاه والیبال دایجون سامسونگ فایر بلوفنگس (انگلیسی: Daejeon Samsung Fire Bluefangs) تیم حرفه‌ای والیبال مستقر در دائجونگ، کره جنوبی است. سامسونگ دو دوره قهرمان جام باشگاه‌های آسیا و از تیم‌های قدرتمند آسیا بوده‌است.

## دست آوردها

### داخلی
- وی لیگ ۲ قهرمانی
- والیبال قهرمانی باشگاه‌های آسیا ۲ قهرمانی
- کُوو کاپ ۱ قهرمانی